# Waldbeuren
Waldbeuren ist ein Teilort Burgweilers, eine von acht Ortschaften der baden-württembergischen Gemeinde Ostrach im Landkreis Sigmaringen.

## Geographie

### Geographische Lage
Der Teilort Waldbeuren liegt etwa fünfeinhalb Kilometer südwestlich der Ortsmitte Ostrachs, zwischen Ochsenbach im Südwesten, Burgweiler im Norden und Ulzhausen im Südosten.

## Geschichte
1210 wurde erstmals ein Adel von Waldbeuren urkundlich erwähnt, 1279 waren hier auch die Herren von Gundelfingen begütert. Das Spital Pfullendorf erhält 1366 in Waldbeuren Mannlehen der Grafen von Werdenberg-Heiligenberg.
Bis 1924 war Waldbeuren selbständige Gemeinde, dann gehörte es zum Gemeindeverbund Burgweiler.
Im Zuge der Gebietsreform in Baden-Württemberg wurde die Gemeinde Burgweiler mit dem Ort Waldbeuren am 1. Januar 1975 nach Ostrach eingemeindet.

## Kultur und Sehenswürdigkeiten

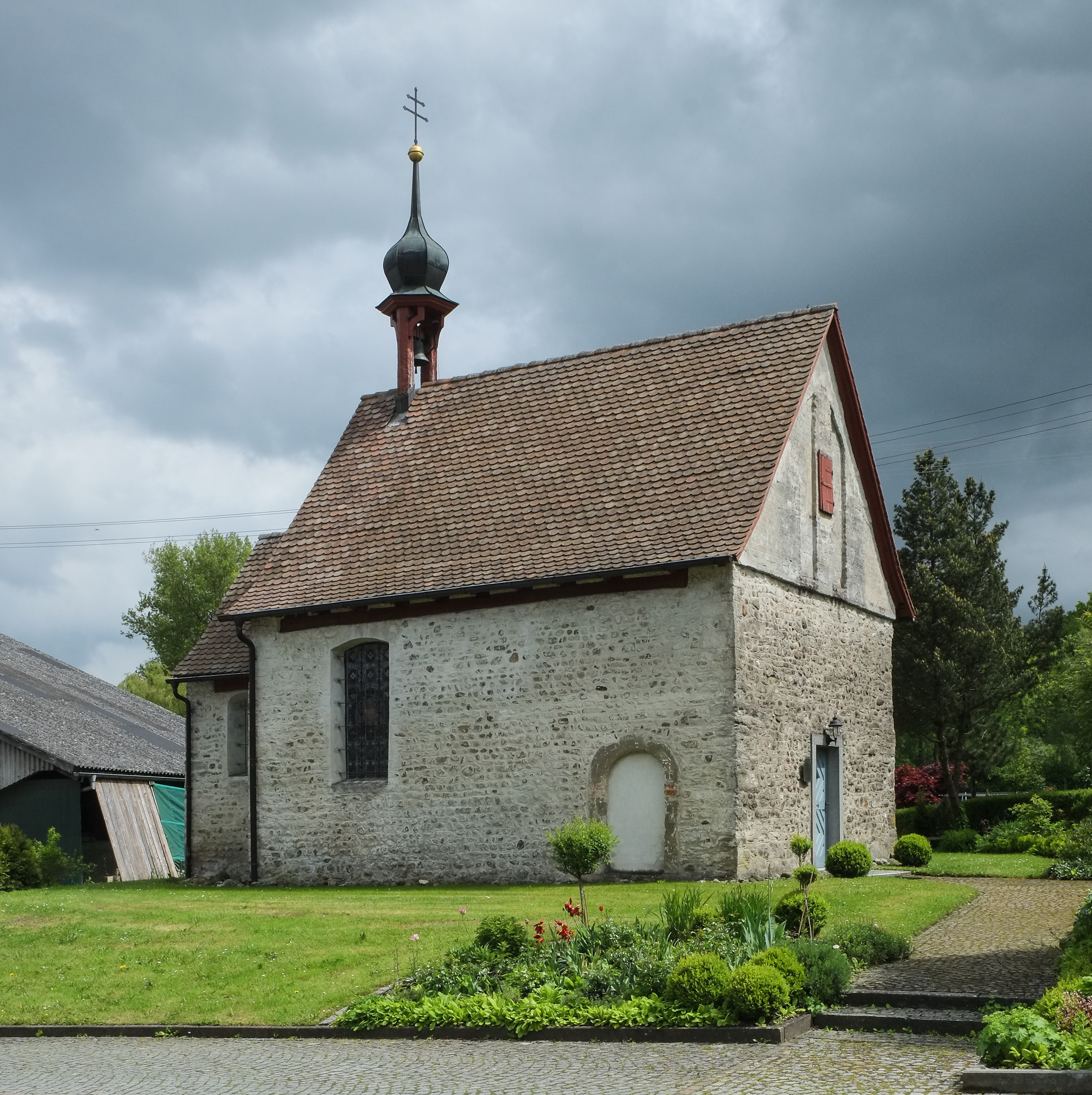
Mauritiuskapelle

### Bauwerke
- Die Kapelle St. Mauritius ist eine der ältesten des Linzgaus; sie wurde zu romanischer Zeit erbaut und zeichnet sich durch ihre wertvollen Wandfresken aus.[5][6] Diese stammen von einem unbekannten Maler aus den Jahren um 1460 und stellen das Abendmahl, das Gebet am Ölberg und die Gefangennahme dar.[7]
- Die Alte Mühle wurde 1501 erbaut und anfangs als Säge-, Leinöl- und Getreidemühle genutzt. Heute ist sie eine von über einhundert Mühlen an der Mühlenstraße Oberschwaben und ein Gasthaus mit Hotelbetrieb.[5][8][9]

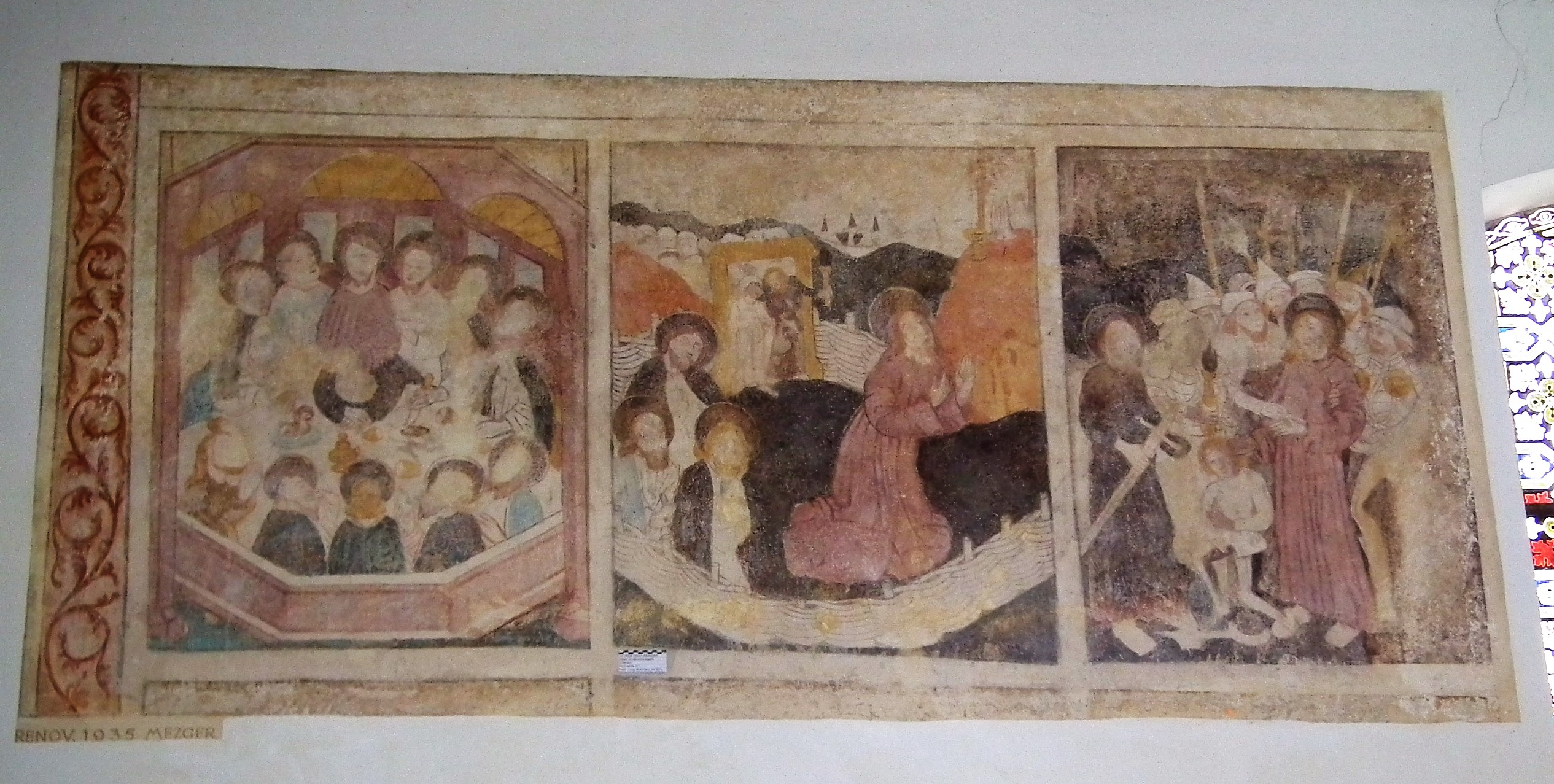
Wandfresken in der Mauritiuskapelle Waldbeuren

- Wandfresken in der Mauritiuskapelle WaldbeurenSeit etwa 1500 gibt es eine Schmiede im Ort, die 1748 in der heutigen noch bestehenden Form erstellt wurde. 1919 endete mit Otto Schlegel die Tradition der Schmiedemeister auf diesem Anwesen.[10][11]

## Wirtschaft und Infrastruktur

### Bürgerbus

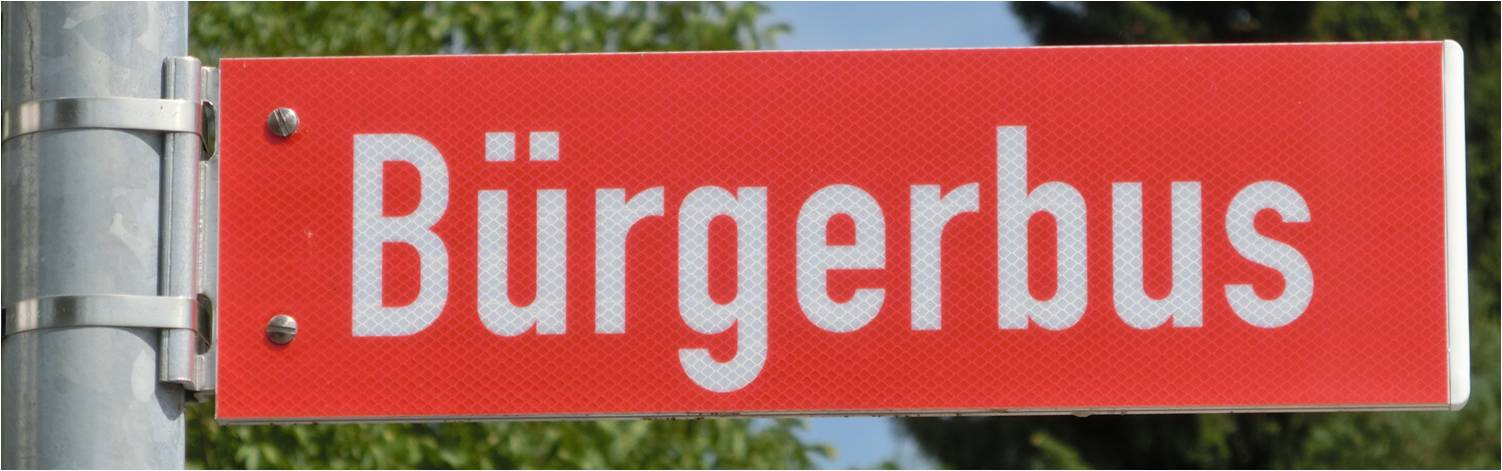
Haltestelle „Bürgerbus“

Der Ostracher Bürgerbus ergänzt den öffentlichen Nahverkehr und verbessert unter anderem die Mobilität von Menschen mit Behinderungen. An drei Tagen in der Woche fährt der Bus nach einem festen Plan zwischen der Ostracher Ortsmitte und Dichtenhausen, Spöck, Kalkreute, Ochsenbach, Waldbeuren sowie Burgweiler.

Der Bürgerbus wird von der Gemeinde Ostrach finanziert und vom Bürgerbus-Verein sowie ehrenamtlichen Fahrern und Helfern betrieben.